# 真爱如血 (第三季)
《真爱如血》第三季, 美国超自然电视剧，本季于在HBO播放（2010年6月13日 – 2010年9月12日）。

## 剧情
Bill被綁架，Sookie努力尋找線索，在Pam的提示下，要Jessica打電話給她如果Bill召喚她（製造者可以召喚被他製造的吸血鬼），並且要求Eric協助。作為路易斯安那州的第五區長官，Eric表示他有義務，責無旁貸地負起搜尋Bill的義務。
Sookie上司Sam Merlotte則從養父母那裡得知親生父母的下落而去尋找他們并找到他們。在交談中Sam得知親生父親Joe Lee是一個正常人，但母親卻是一個變身人，而他還有一個弟弟。
Sookie最後與Jessica找到線索知道對方是一群狼人（Werewolves）。而且這群狼人是屬於二戰時期德國納粹的一支突擊隊。Sookie從Eric口中得到更多資料，而Eric與他的製造者Godric則在當時是納粹黨衛軍。
另一面綁架Bill的雖然表面是狼人，但是背後卻是密西西比州的吸血鬼王Russel羅素，而他則有意讓Bill Compton成為密西西比州第二區的吸血鬼長官，而代價則是要他影響路易斯安那州的女王，但Bill拒絕合作。然而在對方以Sookie安危威脅時，Bill卻無奈地只好答應。
Bill休息時回想起1868年他不顧Lorena勸告而回家的情境，他的兒子Thomas因感染天花而死。而女兒則被送到別處。
他探望家人時得知兒子噩耗，留下眼淚時，由於吸血鬼眼淚與常人不同而露出破綻，他的妻子Caroline因懼怕而提鎗對準他，在Lorena的幫助下，事情才得以解決，並教他如果要表達對人類的愛，最好就是永遠遠離他。
Lorena來探望，他承認她所說的話是對的，而如今他再次受到了教訓。
Sam見過父母後，卻與弟弟Tommy不和，並下決心回去良辰鎮，他的親人來探望，他熱情招待，但卻因為小事而嘈吵。
Tara遇到了一隻吸血鬼，並與他有了一夜情。其後該吸血鬼找到了Jessica，並從她口中得到Tara的資訊。
Sookie家中闖入狼人，但被Eric所救。不過最後吸血鬼王經已停止行動，但Sookie已經在Eric的狼人朋友陪同下前往了Jackson的狼人酒吧。並得到一定信息。
從Eric的狼人朋友的妹妹心中，Sookie知道了其狼人朋友的女友Debbie正在吸食V。而在他們去到了狼人酒吧裡頭，他們發現了吸血鬼王羅素竟然就是他們背後的V供給者。而當場他們更舉行儀式，並且變身成為野狼。
而Eric也因為Bill Compton的原因而替女王Sophie賣V的事被揭，Pam被囚，并限Eric在三天內解決事情。Eric到達後，由羅素的吸血鬼伴去請他遊覽，而當他得睹珍藏時，發現了他家族失落已久的維京王冠。而Eric還是維京人的王儲時（當時Eric還是人類），羅素爲了奪取他父王的王冠而派遣狼人將他父母親人都殺死的事情。
而羅素也都發現Bill Compton一直在對他進行欺騙。他一直留意Sookie這種家族遺傳的讀心術。
Sookie去請教狼人們的族長，知道羅素是一個古老的吸血鬼王，而一直以來，無論他去到哪，都會有一大群狼人追隨。

## 集数
| 总集数 | 集数 | 标题                            | 导演                | 编剧                             | 首播日期      | 美国收视人数 （单位：百万） |
| ------ | ---- | ------------------------------- | ------------------- | -------------------------------- | ------------- | --------------------------- |
| 25     | 1    | Bad Blood                       | Daniel Minahan      | Brian Buckner                    | 2010年6月13日 | 5.1 (6.4[e])                |
| 26     | 2    | Beautifully Broken              | Scott Winant        | Raelle Tucker                    | 2010年6月20日 | 4.26                        |
| 27     | 3    | It Hurts Me Too                 | Michael Lehmann     | Alexander Woo                    | 2010年6月27日 | 4.46                        |
| 28     | 4    | 9 Crimes                        | David Petrarca      | Kate Barnow & Elisabeth R. Finch | 2010年7月11日 | 4.68                        |
| 29     | 5    | Trouble                         | Scott Winant        | Nancy Oliver                     | 2010年7月18日 | 4.86                        |
| 30     | 6    | I Got a Right to Sing the Blues | Michael Lehmann     | Alan Ball                        | 2010年7月25日 | 4.74                        |
| 31     | 7    | Hitting the Ground              | John Dahl           | Brian Buckner                    | 2010年8月1日  | 5.24                        |
| 32     | 8    | Night on the Sun                | Lesli Linka Glatter | Raelle Tucker                    | 2010年8月8日  | 5.09                        |
| 33     | 9    | Everything Is Broken            | Scott Winant        | Alexander Woo                    | 2010年8月15日 | 5.00                        |
| 34     | 10   | I Smell a Rat                   | Michael Lehmann     | Kate Barnow & Elisabeth R. Finch | 2010年8月22日 | 5.39                        |
| 35     | 11   | Fresh Blood                     | Daniel Minahan      | Nancy Oliver                     | 2010年8月29日 | 5.44                        |
| 36     | 12   | Evil Is Going On                | Anthony Hemingway   | Alan Ball                        | 2010年9月12日 | 5.38                        |